# 利托米什尔城堡

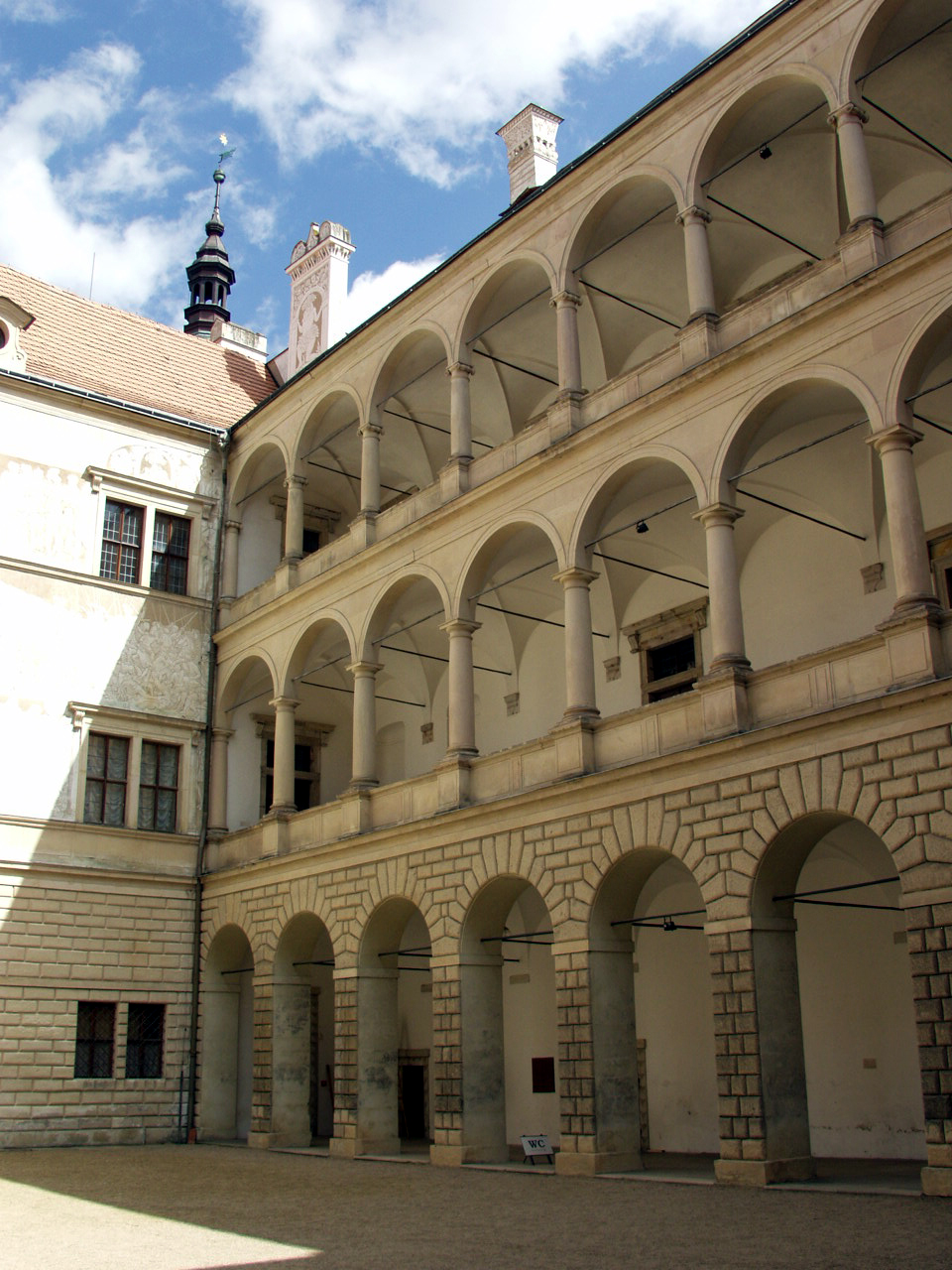
拱廊

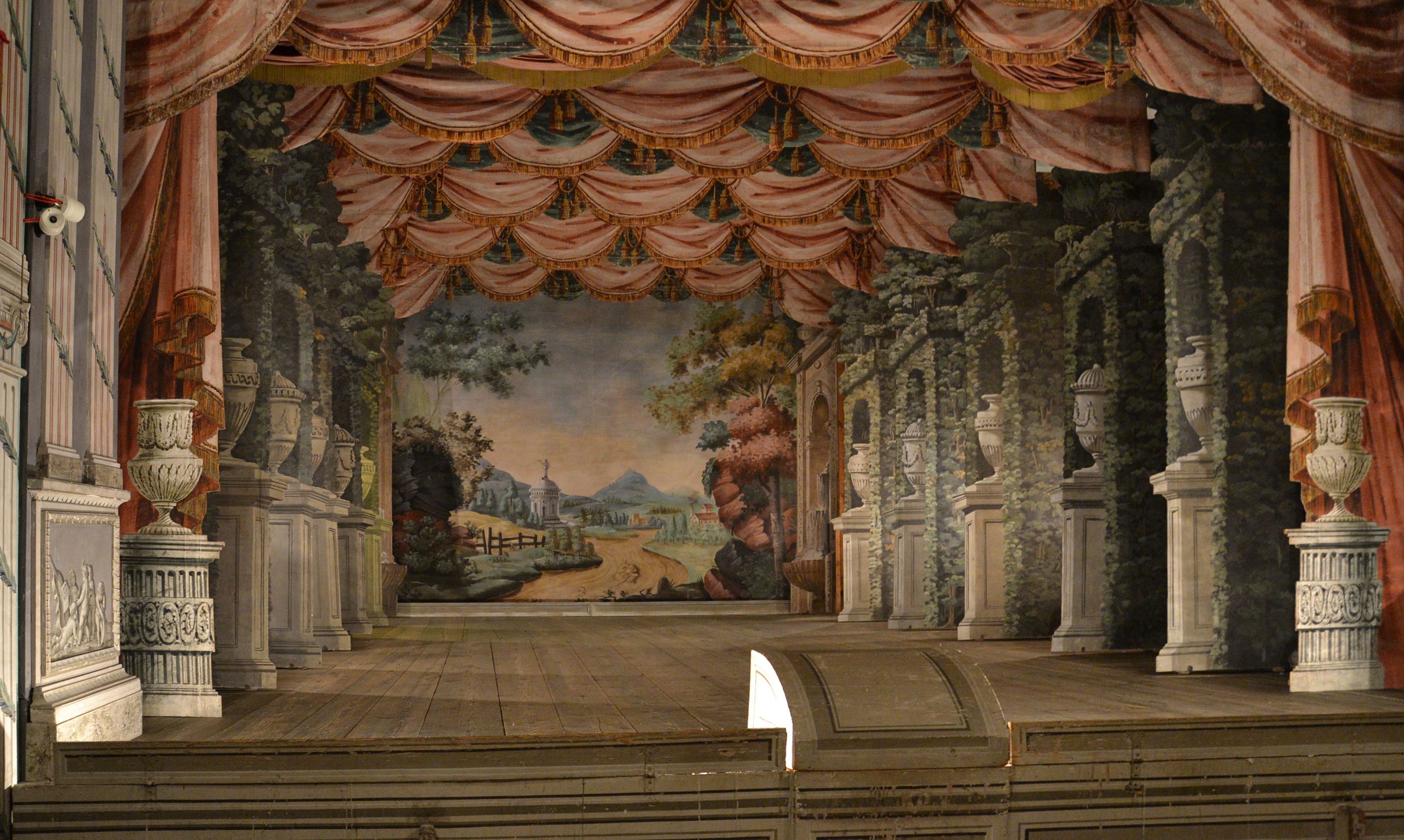
城堡剧院的舞台

利托米什尔城堡 (deutsch: Schloss LitomyšlLeitomischl) 位于东波西米亚城市利托米什尔，是捷克最重要的文艺复兴建筑之一。二战之后，城堡被收归国有，并于1962年申报了国家文化古迹。1999年列入世界遗产名录。